# Holberg (krater)
Holberg är en nedslagskrater på planeten Merkurius, med en diameter på ungefär 64 kilometer.
1976 uppkallades kratern efter författaren Ludvig Holberg.